# Florescu–Știrbei-palota
A Florescu–Știrbei-palota (más néven Alina Știrbei-villa) Szinaja legrégibb, máig fennmaradt polgári épülete. 1874–1875 között emelték Ioan Florescu román tábornok és felesége, Alina Știrbei számára a német és svájci hegyi üdülőkre jellemző romantikus stílusban. Eredetileg nagyméretű telek is tartozott hozzá, melyben park, tó, kápolna, és szolgálati lakások is helyet kaptak. Később különböző városi intézmények székhelye volt, jelenleg múzeum működik benne. Telkét a 20. század második felében szállodákkal és egyéb létesítményekkel építették be.

## Története
Ioan Emanuel Florescu (1819–1893) havasalföldi tábornok, politikus, miniszter 1867-ben házasodott össze Alexandrina (Alina) Știrbeijel (1829–1894), Barbu havasalföldi fejedelem hatodik gyermekével. Mindkettejüknek ez volt a második házassága, ám ellentétes személyiségeiknek köszönhetően 1883-ban elváltak.
A házaspár jelentős vagyont birtokolt, és számos intézménynek, egyesületnek adományoztak nagyobb összegeket. Szinajai villájukat 1874-ben kezdték építeni, nem sokkal a királyi Peleș-kastély munkálatainak megkezdése után – ezzel az előkelő nyaralókat birtokló román arisztokrácia élére kerültek. Károly király 1875-ös feljegyzése szerint „az üdülőtelep elsőként elkészülő épületei Dimitrie Ghica herceg és Ion Florescu hadügyminiszter villái lesznek” (a Ghica-villa 1911-ben leégett, így a Știrbei-villa számít ma a város legrégibb polgári épületének). Tervezője Josef Jacob Schieffeleers (1850–1919) holland építész volt, aki 1870-től dolgozott Romániában, és többek között ő készítette Szinaja városrendezési tervét, több villát, sőt még vasútvonalak tervén is dolgozott. A telek felső részén neoklasszikus stílusú római katolikus családi kápolnát építettek, mely 1877–1878 körül készült el; festményeit Gheorghe Tattarescu készítette.
Az 1930-as években úgy tervezték, hogy ide költöztetik a városházát. A kommunista hatalomátvétel után a kisajátított palotában úttörőházat rendeztek be, a nagy telket pedig különféle épületekkel zsúfolták tele: a tavat feltöltötték és szállodát építettek helyére, a palota mögött a Bucsecsre vivő egyik kötélpályás felvonó alsó állomását és további turistakomplexumokat hoztak létre. Az 1989-es rendszerváltás után a villát az adóhivatal és a városi kincstár használta, azonban a 21. század elejére az épület már nagyon rossz állapotba került. Átfogó javítási munkálatok után 2015-ben itt nyitották meg Szinaja város múzeumát.

## Leírása
Telke az üdülőtelep fő sétányától (a jelenlegi Carol I. sugárúttól) egészen az erdő széléig (a jelenlegi Kogălniceanu utcáig) húzódott. A központi elhelyezésű épületek két részre osztották a telket: az alsó, sétány felőli rész parkként volt kialakítva, patak által táplált természetes tóval, kocsiutakkal, sétányokkal, virágágyásokkal, sportpályákkal; a felső, palota mögötti részen pedig egy elvadultabb, vadregényes kert volt, ahol kőlépcsők vezettek a kápolnáig.
A kőből épült palota kétszintes, a 19. századi német és svájci hegyi üdülőkre jellemző romantikus stílusban épült. Szimmetrikus kialakítású, a fő szárnyat két háromszintes torony fogja közre, az emeleti bejárathoz két főlépcső vezet. A feljáratot díszítő nimfa és a két oroszlánszobor Auguste Rodin munkáinak másolatai; egy időben a városi parkban voltak elhelyezve, de a 2015-ös felújításkor visszakerültek eredeti helyükre, a palota elé.
Országos jelentőségű műemlékként nyilvántartott épület PH-II-m-A-16657 kód alatt.

### Múzeumként
2015. december 17-én nyitották meg az épületben Szinaja város múzeumát (Muzeul Orașului Sinaia). Tizenhárom teremben tekinthető meg kiállítás: korabeli szalon, a város története, a város nagyjai, testvérvárosok, az Orient expressz, a Bucsecs kincsei, a Ferenc József-sziklák, Románia télisport-élete, hegyimentők, cserkészmozgalom.

## Képek

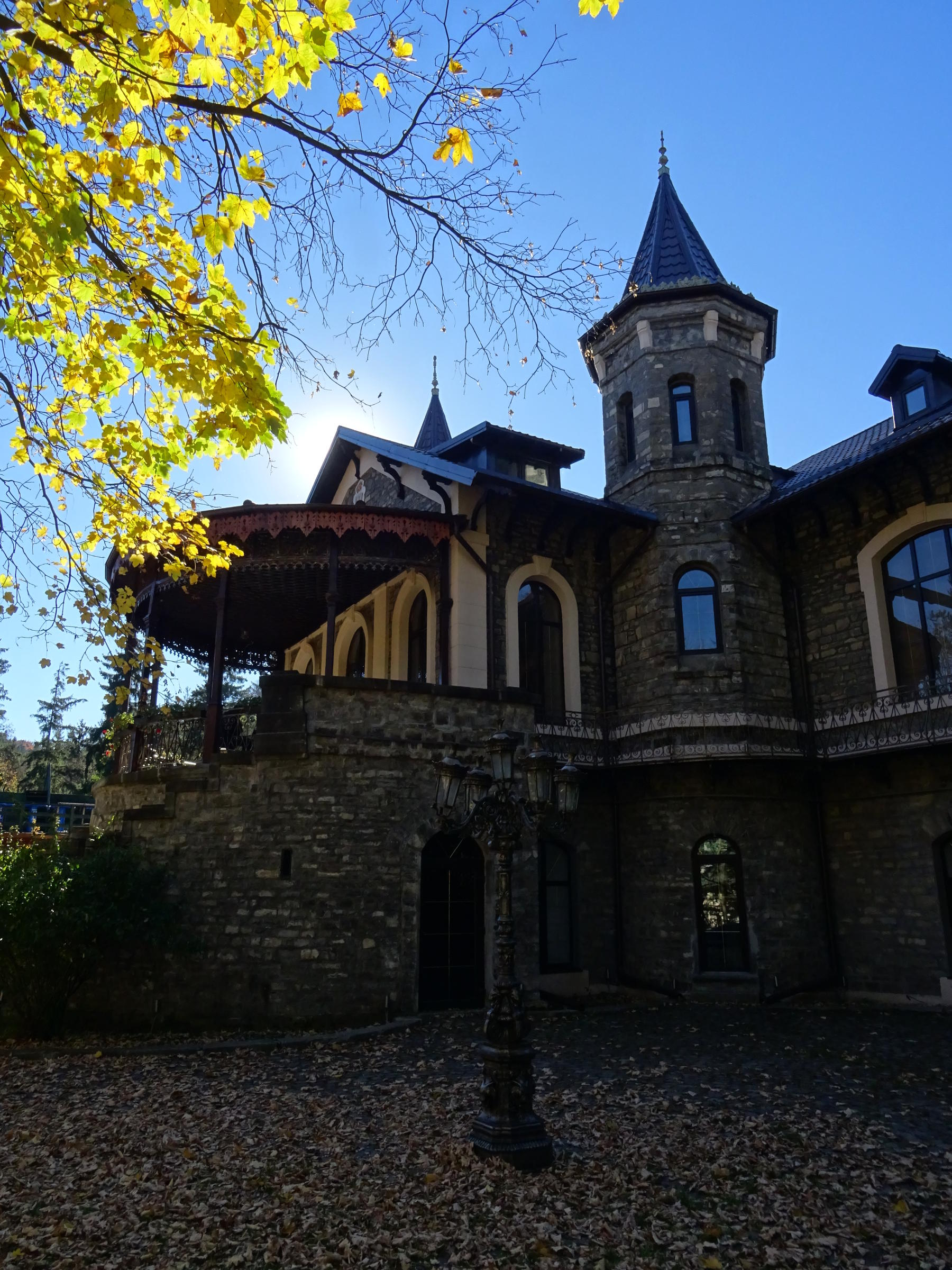
Ősszel
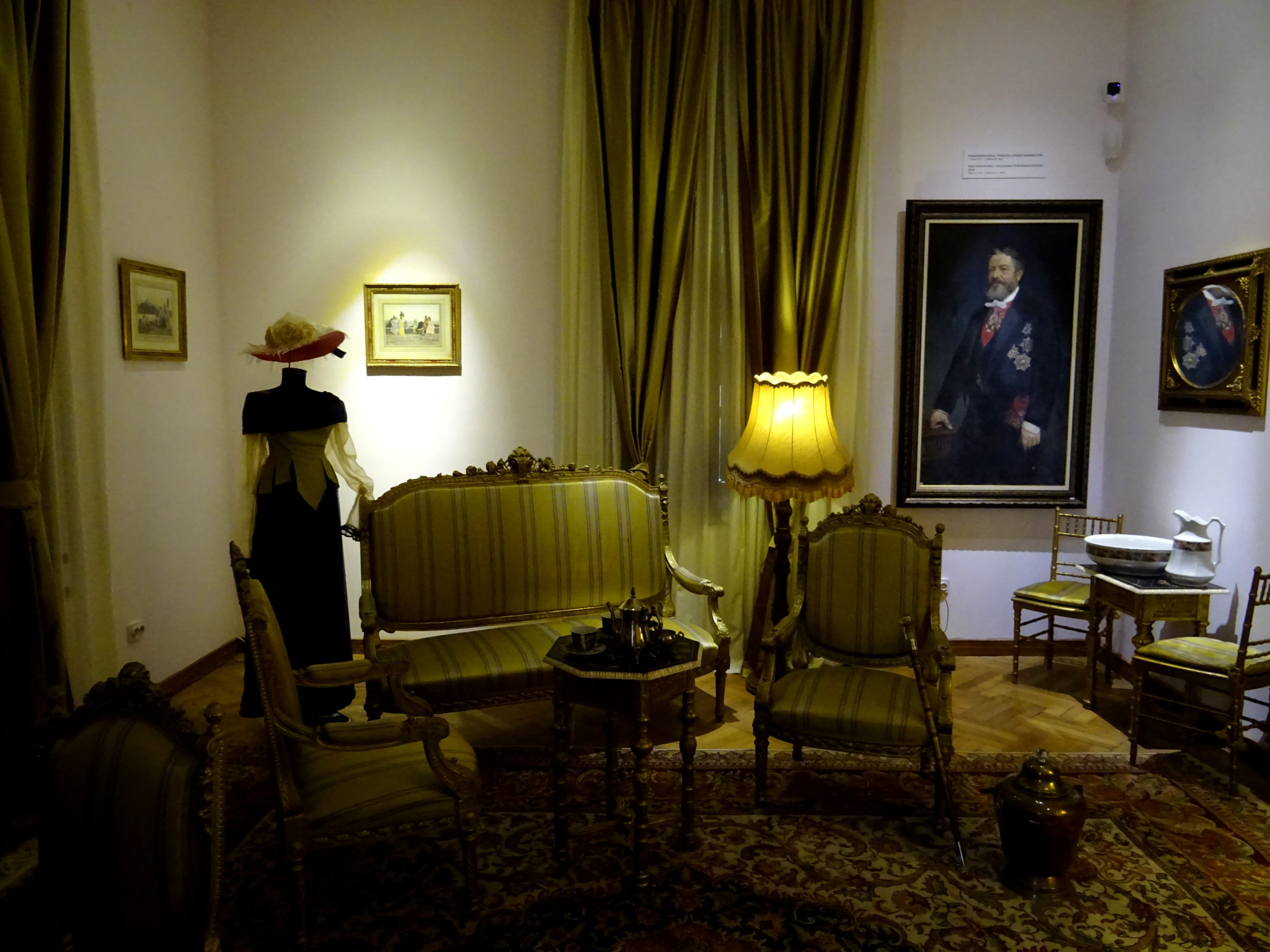
Korabeli szalon
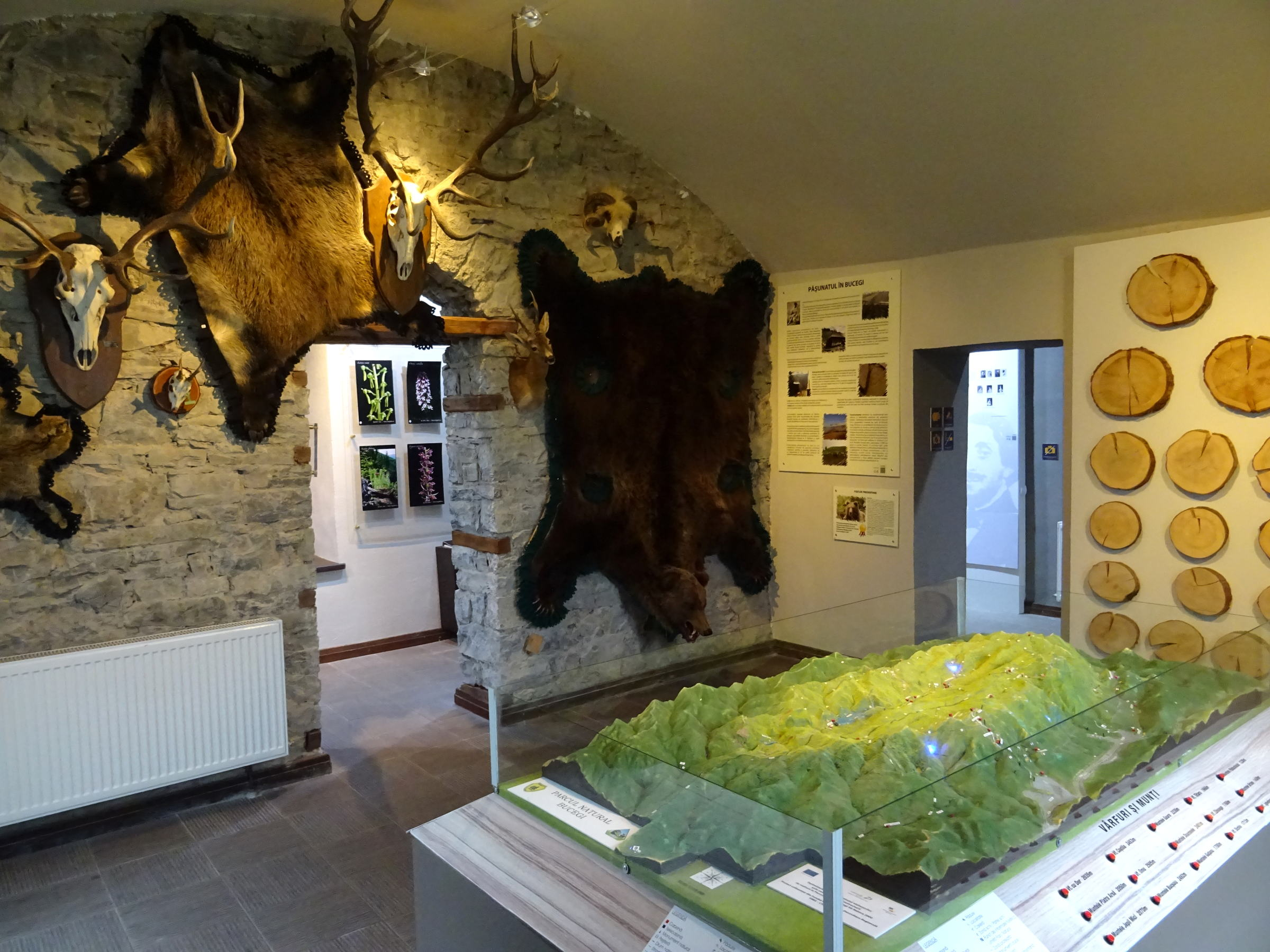
Múzeumi kiállítás
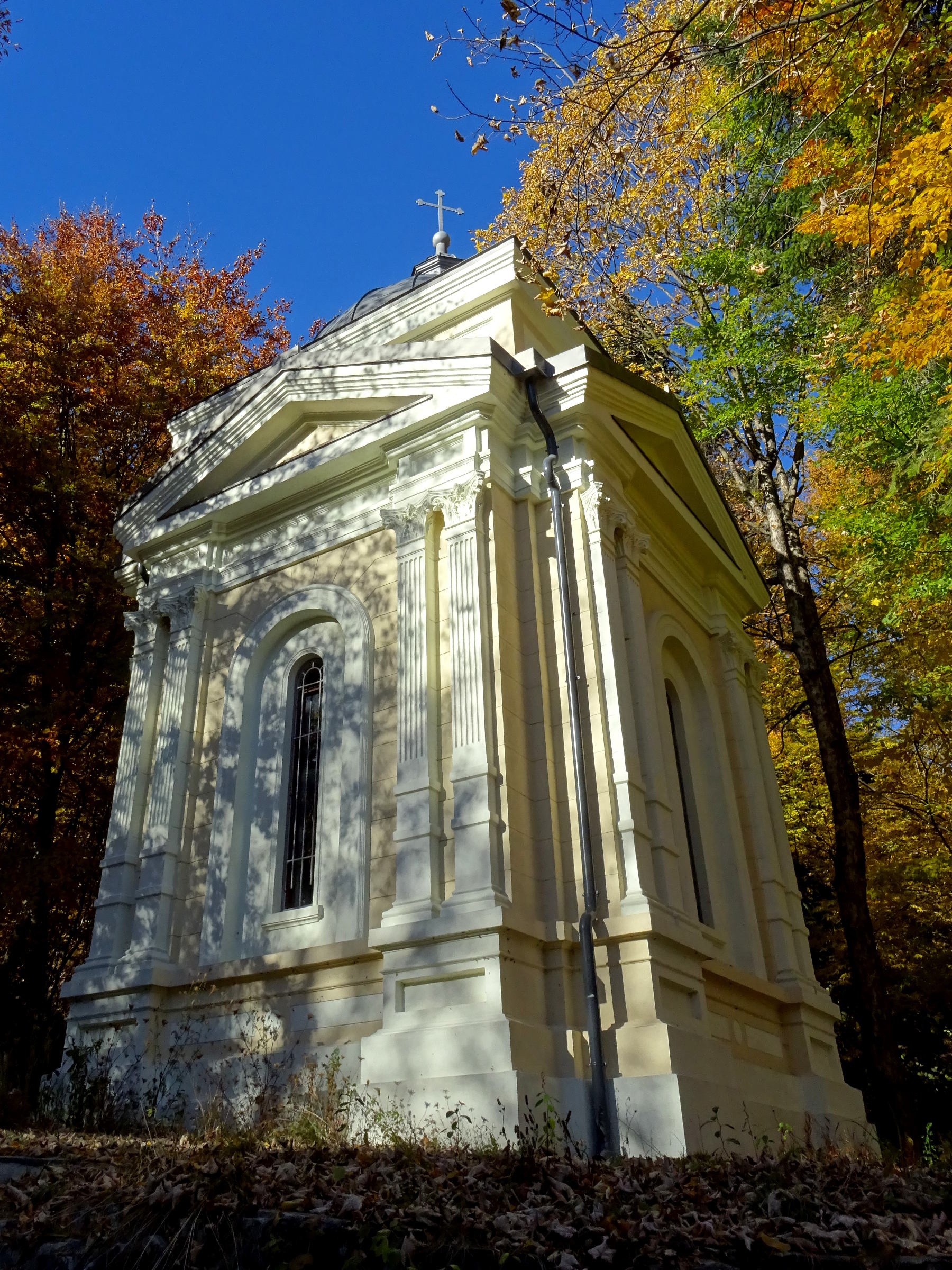
A kápolna
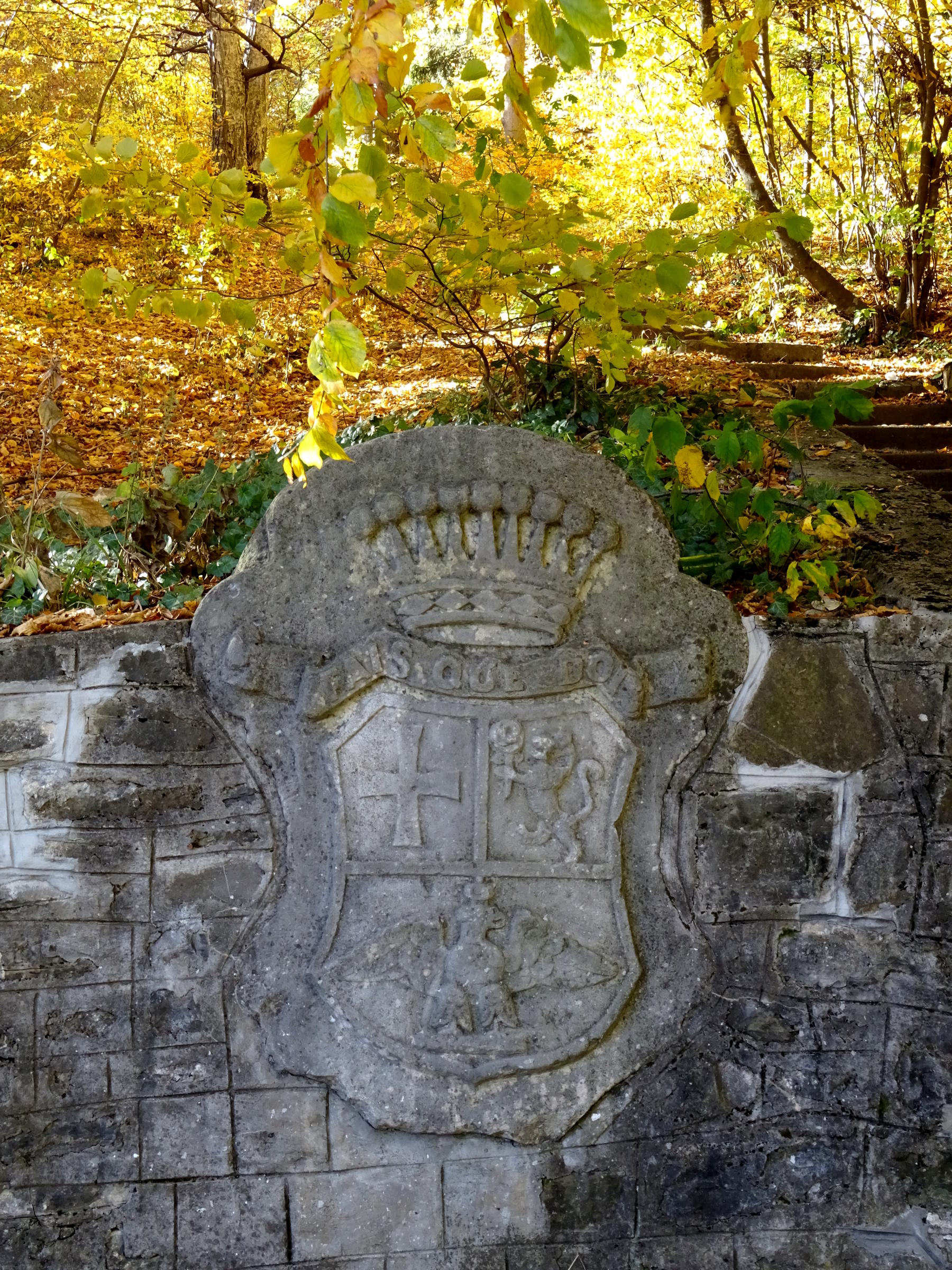
A Florescu család címere a kertben